# Dipartimento di Siedlce
Il dipartimento di Siedlce (in polacco Departament siedlecki) fu un'unità di divisione amministrativa e di governo locale del Ducato di Varsavia negli anni 1809-1815.
La città capoluogo era Siedlce, e il dipartimento era ulteriormente suddiviso in 9 distretti.
Nel 1815 il territorio del dipartimento venne trasformato nel voivodato di Podlachia.